# Kathrene Pinkerton
Kathrene Pinkerton, geb. Kathrene Sutherland Gedney (* 9. Juni 1887 in Minneapolis, Minnesota; † 6. September 1967 in New York City), war eine US-amerikanische Schriftstellerin.

## Leben
Pinkerton absolvierte in Minneapolis ihre Schulzeit und studierte anschließend an der University of Wisconsin. 1909 erreichte sie ihren B.A. und engagierte sich anschließend im ländlichen Wisconsin Tuberkulose zu bekämpfen.
Dabei machte sie die Bekanntschaft von Robert Eugene Pinkerton (1882–1970), den sie am 24. März 1911 auch heiratete. Im Frühjahr des darauffolgenden Jahres ging das Ehepaar nach Kanada und ließ sich im Norden Ontarios nieder. Mitten in der Wildnis bauten sich die beiden ein Blockhaus und lernten allein auf sich gestellt zu überleben. Nach eigenem Bekunden konnte man sie im Sommer nur mit dem Kanu, im Winter nur mit Schlittenhunden besuchen. Wahrscheinlich lag das Blockhaus nahe dem Steep Rock Lake am Seine River in der Nähe der Stadt Atikokan.
Während dieser Zeit begann Pinkerton zu schreiben. Alle ihre Werke sind autobiografisch gefärbt und zeigen eine große Verbundenheit mit der Natur. Zum Jahreswechsel 1914/1915, kurz vor der Geburt ihrer Tochter Bobs ging Pinkerton zusammen mit ihrem Ehemann in eine der nächsten Ansiedlungen, um ärztliche Hilfe zu erfahren. Die Tochter kam am 12. Januar zur Welt und Ende Februar waren die Familie wieder zu Hause in ihrem Blockhaus.
1917 gab die Familie dieses Leben auf und ließen sich in Colorado nieder. Später wechselten sie nach Kalifornien, wo ihre Tochter ihre Schulzeit in einer Boarding School Zwischen 1924 und 1931 lebte Pinkerton mit ihrem Ehemann auf einem Segelboot an der Küste von British Columbia und Alaska; je nach Jahreszeit und Witterung reichte ihr Segelrevier von Victoria (British Columbia) im Süden bis nach Nome (Alaska) im Norden. Während der Schulferien reiste ihre Tochter mit ihnen.
Irgendwann nach 1945 gab Pinkerton zusammen mit ihrer Familie ihr unstetes Leben auf. 1967 erkrankte Pinkerton an Krebs und kam nach einigen Umwegen in New York in ein Krankenhaus. Dort starb sie im Alter von 80 Jahren am 6. September 1967. Ihr literarischer Nachlass wird von der University of Oregon in Eugene (Oregon) betreut.
Ihr Ehemann überlebte sie um drei Jahre, die gemeinsame Tochter Bobs starb am 29. Februar 1988 in New York.

## Werke (Auswahl)
Autobiographisches
- Wilderness Wife. 1939.
  - Deutsch: Einsames Blockhaus. Fünf Jahre im kanadischen Busch. A. Müller Verlag, Rüschlikon-Zürich 1983. ISBN 3-275-00802-1. (Nachdr. d. Ausg. 1944).
- Three's a crew.
  - Deutsch: Nordwärts. Sieben Jahre an den Küsten Kanadas und Alaskas. Verlag A. Müller, Rüschlikon-Zürich 1945.
  - Deutsch: Wir drei, ein Boot und Lua. Sieben Jahre Kreuzfahrt dreier Wasserratten. A. Müller Verlag, Rüschlikon-Zürich 1951.
- Two Ends to Our Shoestring. 1942.
  - Deutsch: Von der Hand in den Mund. 30 frohe Lebensjahre. A. Müller Verlag, Rüschlikon-Zürich 1954 (EA 1944)

Jugendbücher
- Year of Enchantment.
  - Deutsch: Das Jahr der Erfüllung. Erlebnisse in Alaska. A. Müller Verlag, Rüschlikon-Zürich 1958.
- Erlebnisse im kanadischen Busch. Verlag A. Müller, Rüschlikon-Zürich,

1. Am Silbersee. 1945. (Adventure North)
2. Auf der Fuchsinsel. 1946. (Fox Island)
3. Weiter Nordwärts. 1947. (Farther North)
4. Windigo. 1948. (Windigo)
5. Die Silberfüchse. 1949. (The Silver Strain)

- A Good Partner.
  - Zwei gute Partner. Ein Buch des Wagemuts. A. Müller Verlag, Rüschlikon-Zürich 1950.
- Hidden Harbor.
  - Deutsch: Die verborgene Bucht. Erlebnisse in Alaska. A. Müller Verlag, Rüschlikon-Zürich 1949.
- To Morrow Island.
  - Deutsch: Das Insel-Haus. A. Müller Verlag, Rüschlikon-Zürich 1960.
- Peddler's Crew.
  - Deutsch: Das Schiff des fliegenden Händlers. Eine Geschichte aus Britisch-Kolumbien. A. Müller Verlag, Rüschlikon-Zürich 1954.
- Steer North!.
  - Deutsch: Lockruf des Meeres. Die Geschichte Greg Starbucks und seiner „Mary“. A. Müller Verlag, Rüschlikon-Zürich 1962.
- Second Meeting.
  - Deutsch: Vickys Weg ins Leben. Eine Geschichte aus Alaska. A. Müller Verlag, Rüschlikon-Zürich 1956